# フランチェスカ・カッチーニ

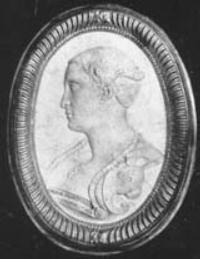
フランチェスカ・カッチーニ

フランチェスカ・カッチーニ（Francesca Caccini, 1587年9月18日 - 1640年ごろ）はイタリア・バロック音楽の作曲家・声楽家・リュート奏者・音楽教師。有名な音楽家ジュリオ・カッチーニの長女で、バルバラ・ストロッツィとともに近年その活動がクローズアップされている17世紀の女性作曲家である。とりわけ歌劇《ルッジェーロの救出 La liberazione di Ruggiero》は、女性が作曲した最初のオペラの一つであるだけでなく、外国で演奏された最初のイタリア・オペラでもある。妹のセッティミア・カッチーニも作曲家。

## 生涯
フィレンツェ出身。おそらく初期の音楽教育を父親から受けていよう。記録に残る最初の出演歴は、歌手としてアンリ4世とマリー・ド・メディシスの1600年の婚礼に参列したときである。父ジュリオが、贅を凝らした宴会を企画し、楽曲を提供するため参加していたのである。1604年にカッチーニ家がフランスを訪れた際、フランチェスカはアンリ4世に見事な歌唱力を褒められ、フランス宮廷に留まるように懇願された。しかし、フィレンツェ市当局がこの要請を認めなかったため、フランチェスカはイタリアに戻った。イタリアでもフランチェスカの名声は留まることを知らず、クラウディオ・モンテヴェルディは彼女の歌唱力や器楽の演奏力を褒めちぎっている。1607年に、カメラータの同人ジョヴァンニ・バッティスタ・シニョリーニと結婚した。
この間にフランチェスカは作曲家としても技量を発揮し、メディチ家の台本作家ミケランジェロ・ブオナローティ（同名の芸術家の大叔父がいる）と協力して、オペラの作曲に着手した。
最大の成功の一つは、1625年にポーランドのヴワディスワフ王子歓迎式典のために、《ルッジェーロの救出》を作曲したことである。このオペラは1628年にワルシャワでも上演されており、イタリア・オペラがイタリア以外で上演されたことを裏付ける、最も初期の記録となっている。
後半生に関する記録は乏しい。フランチェスカ・カッチーニが元老院の夫人であり、1640年に没したとするフィレンツェの記録が存在するが、これが女性音楽家のことだとするならば、彼女は再婚したことになる。あるいはこの女性が別人ならば、音楽家フランチェスカ・カッチーニは、もっと早くに他界した可能性がある。1630年没とする資料もいくつか存在するからである。

## 作品
フランチェスカ・カッチーニは5つの歌劇を作曲しているが、《ルッジェーロの救出》をのぞいてみな散逸した。より小規模な作品に、宗教曲や世俗歌曲、器楽曲があり、唯一の出版された曲集『音楽 第1巻 Il primo libro delle musiche』（1618年）は、独唱ないしは二重唱と通奏低音のための作品を含んでいる。手懸けた楽種はマドリガーレやカンツォネッタ、ソネット、有節歌曲と様々であり、いくつかのモテットは、初期バロック音楽の典型的な様式を示している。作品は様式的に見て、みなモノディであり、旋律と和声の大胆さにおいて、ある意味で父親を凌駕している。明らかにフランチェスカ・カッチーニは、自分の卓越した歌唱技巧に合わせて作曲したのである。
日本では、歌劇《ルッジェーロの救出》が国立音楽大学音楽研究所　演奏史演奏研究部門（指揮：佐竹淳）によって1983年に上演され、後に同団体の演奏（指揮：有村祐輔）でフォンテック・レーベルからCDもリリースされた。1987年には同研究所からファクシミリ版楽譜も刊行された。